# Gina Barbieri
Pour les articles homonymes, voir Barbieri.
Ambroisine Florine Barbieri, connue sous le diminutif Gina Barbieri (née le 25 janvier 1871 à Milan et morte le 23 août 1932  à Meaux, en Seine-et-Marne) est une actrice française de théâtre et de cinéma de la période du cinéma muet d'origine italienne.

## Vie privée
Gina Barbieri était l'épouse de l'acteur Armand Bour.

## Théâtre
- 1896 : Salomé d'Oscar Wilde - Comédie Parisienne
- 1896 : Peer Gynt de Henrik Ibsen, mise en scène d'Aurélien Lugné-Poe - Nouveau-Théâtre
- 1903 : Don Pietro Caruso drame en 1 acte de Roberto Bracco, mise en scène Armand Bour - Théâtre d'Art International • La Bodinière
- 1910 : Le Carnaval des enfants, pièce en trois actes de Saint-Georges de Bouhélier - Théâtre des Arts
- 1913 : Une femme tuée par la douceur de Thomas Heywood,  mise en scène de Jacques Copeau - Théâtre du Vieux Colombier
- 1913 : Barberine, pièce de théâtre en trois actes d'Alfred de Musset,  mise en scène de Jacques Copeau - Théâtre du Vieux Colombier
- 1913 : Les Fils Louverné de Jean Schlumberger,  mise en scène de Jacques Copeau - Théâtre du Vieux Colombier
- 1914 : L'Eau-de-vie d'Henri Ghéon, mise en scène de Jacques Copeau - Théâtre du Vieux Colombier
- 1914 : Le Testament du Père Leleu de Roger Martin du Gard, mise en scène de Jacques Copeau - Théâtre du Vieux Colombier
- 1920 : La Folle Journée d'Émile Mazaud, mise en scène de Louis Jouvet - Théâtre du Vieux Colombier
- 1920 : Le Paquebot Tenacity de Charles Vildrac, mise en scène de Jacques Copeau - Théâtre du Vieux Colombier
- 1922 : Michel Auclair, pièce en trois actes de Charles Vildrac, mise en scène de Jacques Copeau - Théâtre du Vieux Colombier
- 1923 : La Maison natale de Jacques Copeau, créée au Théâtre du Vieux Colombier le 18 décembre 1923
- 1932 : Plus jamais ça de Fred Angermayer (de), mise en scène de Georges Pitoëff - Théâtre de l'Avenue

## Filmographie partielle

### Comme actrice
- 1910 : Le Reflet du vol (ou L'Empreinte) de Georges Monca
- 1910 : Le Berceau vide de Georges Monca
- 1910 : La Grève des forgerons de Georges Monca
- 1910 : L'Honneur (ou Pour l'honneur) d'Albert Capellani
- 1910 : Le Voyageur inconnu (Un drame villageois) de Georges Monca
- 1910 : Deux Petits Jésus (ou Les Deux Jésus) de Georges Denola
- 1910 : Un dîner perdu de Georges Monca
- 1910 : Le Sculpteur de masques d'Armand Bour
- 1911 : La Tournée du percepteur de Georges Denola
- 1911 : L'Anniversaire de Mademoiselle Félicité de Georges Denola
- 1912 : Les Mystères de Paris d'Albert Capellani
- 1913 : Germinal d'Albert Capellani
- 1913 : La Glu d'Albert Capellani
- 1913 : Les Pauvres de Paris de Georges Denola
- 1916 : Pendant la bataille  de Henry Krauss
- 1918 : L'Affaire du château de Latran d'Armand Bour
- 1919 : Perdue de Georges Monca
- 1922 : Bénitou (ou La Bête traquée) d'Albert Durec
- 1923 : L'Homme du train 117 de Charles Maudru
- 1928 : Le Tourbillon de Paris de Julien Duvivier
- 1929 : Ces dames aux chapeaux verts d'André Berthomieu !--27.09.1929-->
- 1929 : Le Crime de Sylvestre Bonnard d'André Berthomieu !--XX.XX.1929-->
- 1931 : Le Refuge de Léon Mathot
- 1931 : Coquecigrole  d'André Berthomieu